# جون نيوتن
جون نيوتن (بالإنجليزية: John Newton)‏ (4 أغسطس 1725 - 21 ديسمبر 1807) كان بحارًا إنجليزيًّا لفترة في البحرية الملكية البريطانية، وبعد ذلك قبطان سفينة للرقيق. أصبح رجل دين إنجليكانيًّا بروتستانيًّا، خدم في أولني لعقدين من الزمن، وأيضا كتب تراتيل، وهو معروف بتأليفه «النعمة المذهلة» و«أمورك المجيدة تتحدث».
بدأ نيوتن حياته المهنية في عرض البحر في سن مبكرة، وعمل في سفن العبيد لتجارة العبيد لعدة سنوات، حتى بعد تحوله للمسيحية على الرغم من أن نيوتن استمر في تجارة العبيد لعدة سنوات أصبح في وقت لاحق من المؤيدين البارزين لوقف بيع العبيد، وعاش ليرى إلغاء بريطانيا لتجارة الرقيق الأفريقي في عام 1807.

## تحوله الديني
خلال رحلته البحرية إلى إنجلترا بعد إنقاذه عام 1748، حدث لنيوتن تحول ديني. السفينة واجهت عاصفة شديدة قبالة ساحل دونيجال وايرلندا وغرقت تقريبا. نيوتن استيقظ في منتصف الليل، بينما كانت السفينة مملوءة بالماء، وصلى إلى الله. تحولت حمولة السفينة وتوقفت فوق الحفرة، وجنحت السفينة إلى بر الأمان. ميَّز نيوتن هذه التجربة على أنها بداية تحوله إلى المسيحية الإنجيلية.
بدأ بقراءة الكتاب المقدس وغيره من المؤلفات الدينية. بحلول الوقت وصل بريطانيا، وقد قبل معتقدات المسيحية الإنجيلية. كان تاريخ 10 مارس 1748، الذكرى السنوية التي حددها لبقية عمره. من تلك النقطة، تجنب الألفاظ النابية، والقمار، والشرب. على الرغم من انه استمر في العمل في تجارة الرقيق، كان قد نال التعاطف نحو العبيد خلال الفترة التي قضاها في أفريقيا. وقال في وقت لاحق أن تحوله الحقيقي لم يحدث حتى بعض الوقت في وقت لاحق: «لا أستطيع أن أعتبر نفسي قد أصبحت مؤمنا بالمعنى الكامل للكلمة، حتى فترة طويلة بعد ذلك».

## روابط خارجية
- جون نيوتن على موقع IMDb (الإنجليزية)
- جون نيوتن على موقع ميوزك برينز (الإنجليزية)
- جون نيوتن على موقع قاعدة بيانات برودواي على الإنترنت (الإنجليزية)
- جون نيوتن على موقع إن إن دي بي (الإنجليزية)
- جون نيوتن على موقع ديسكوغز (الإنجليزية)
- جون نيوتن على موقع قاعدة بيانات الفيلم (الإنجليزية)